# HNLMS K XVI
Le HNLMS K XVI ou Zr.Ms. K XVI est un sous-marin de la classe K XIV en service dans la Koninklijke Marine (Marine royale néerlandaise) pendant la Seconde Guerre mondiale.

## Historique
Le K XVI est commandé au constructeur naval Rotterdamsche Droogdok Maatschappij le 30 mai 1929 et mis sur cale le 31 mai 1930. Il est lancé le 8 avril 1933 et mis en service le 31 janvier 1934.
En janvier 1935, le submersible est déployé dans les Indes néerlandaises, opérant dans la région après le début de la Seconde Guerre mondiale.
Le 24 décembre 1941, à environ 35 milles marins (64,82 km) au large de Kuching, le sous-marin torpillé et coule le destroyer japonais Sagiri. Plus tard dans la soirée, il tente une attaque sur le destroyer Murakumo, mais est repoussé par des charges de profondeur.
Le K XVI est torpillé par le sous-marin japonais I-166 un jour plus tard, et coule avec la totalité des 36 membres d'équipage,. Il est l'un des sept sous-marins néerlandais perdus pendant la Seconde Guerre mondiale.
Le 25 octobre 2011, le ministère néerlandais de la Défense annonce la découverte de l'épave du K XVI par des plongeurs amateurs australiens et singapouriens. Elle gît au large de la côte nord de Bornéo.

## Commandants
- Luitenant ter zee 1e klasse (Lt.Cdr.) Frederik Johan Adolf Knoops du 13 décembre 1939 au 9 novembre 1940
- Luitenant ter zee 2e klasse (Lt.) Louis Jan Jarman du 9 novembre 1940 au 25 décembre 1941

## Palmarès
Navires coulés et endommagés par le K XVI.
| Date             | Nom    | Nationalité | Type      | Tonnage | Destin |
| ---------------- | ------ | ----------- | --------- | ------- | ------ |
| 24 décembre 1941 | Sagiri | Japon       | Destroyer | 2 050   | Coulé  |